# Опацкий, Станислав Флорианович
Станислав Флорианович Опацкий (20 мая (1 июня) 1847 — ?) — русский филолог.

## Биография
Окончив в 1870 году с степенью кандидата курс в Новороссийском университете был определён учителем латинского языка в Ришельевскую гимназию, но в апреле 1876 года уволен по болезни. В августе 1878 года назначен учителем того же предмета в Немировскую гимназию, но уже через месяц уволен по болезни и с этой должности. Затем был учителем Каменец-Подольской (с 1879) и 2-й Киевской (с 1884) гимназий.
22 декабря 1879 года получил в Харьковском университете степень магистра римской словесности.
С 1 января 1885 года он был назначен приват-доцентом Казанского университета по кафедре классической гимназии; с 23 апреля 1890 года — экстраординарный профессор; 16 марта 1900 года уволен по болезни от службы. Дальнейшая судьба неизвестна.

## Труды
- Практические упражнения в переводах с русского языка на латинский при изучении латинского синтаксиса с указаниями на грамматики Белицкого, Шульца и Мадвига : Сост. по нем. руководствам С. Опацкий. преп. 1 Одес. Гимназии. — Одесса: тип. Ульриха и Шульце, 1873
- Плиний Младший, литературный деятель времен Нервы и Траяна : Исслед. на степ. магистра С. Опацкого. — Варшава: тип. М. Земкевича и В. Ноаковского, 1878
- Сборник примеров на правила латинского синтаксиса для перевода с русского языка на латинский : С вокабулами, примеч. и рус.-латин. словарем : Применит. к «Латинскому синтаксису в объеме гимназического курса» / Сост. С. Опацкий магистр рим. слов. — Варшава: тип. М. Земкевича и В. Ноаковского, 1884
- О так называемом perfectum logicum : Крит. исслед. по латин. синтаксису / [Соч.] С. Опацкого, маг. рим. сл. — Казань: тип. и лит. В. М. Ключникова, 1885
- Ответ Д. И. Нагуевскому на его рецензию сочинения «О так называемом perfectum logicum» / [Соч.] С. Опацкого, маг. рим. слов. Варшава : тип. М. Земкевич, 1888
- Латинский синтаксис в объеме гимназического курса / Сост. С. Опацкий, магистр рим. слов. — Варшава: тип. М. Земкевича и В. Ноаковского, 1883. — 240 с. (изд. 3-е. — Казань, 1892) — в 1882 году этот учебник был удостоен Большой (2 тыс. руб.) премии имени императора Петра Великого (6-е присуждение премии)[1].